# Sobiatyno
Sobiatyno – wieś w Polsce, położona w województwie podlaskim, w powiecie siemiatyckim, w gminie Milejczyce.
W czasach II Rzeczypospolitej wieś nazywała się Sobiatyn.
W latach 1975–1998 wieś administracyjnie należała do województwa białostockiego.
Wieś istniejąca w XV wieku. Wymieniana w 1566 jako folwark włości milejczyckiej starostwa brzeskiego. 
Wieś Sobiatyn ekonomii brzeskiej w drugiej połowie XVII wieku. 
Według Powszechnego Spisu Ludności z 1921 roku wieś zamieszkiwało 367 osób, wśród których 2 było wyznania rzymskokatolickiego, 350 prawosławnego a 15 mojżeszowego. Jednocześnie 358 mieszkańców zadeklarowało polską przynależność narodową, a 9 żydowską. Było tu 72 budynki mieszkalne. 
W Sobiatynie znajduje się zabytkowa drewniana prawosławna cerkiew cmentarna pod wezwaniem Świętych Apostołów Piotra i Pawła, o konstrukcji wieńcowej, dwudzielna. Prawdopodobnie powstała w 1672, rozbudowana została pod koniec XVIII wieku. Wewnątrz znajduje się ikonostas z ikonami z XIX wieku. Świątynia należy do parafii w Sasinach. Natomiast wierni kościoła rzymskokatolickiego należą do parafii św. Stanisława w Milejczycach.
We wsi działa kółko rolnicze oraz Ochotnicza Straż Pożarna.

## Integralne części wsi

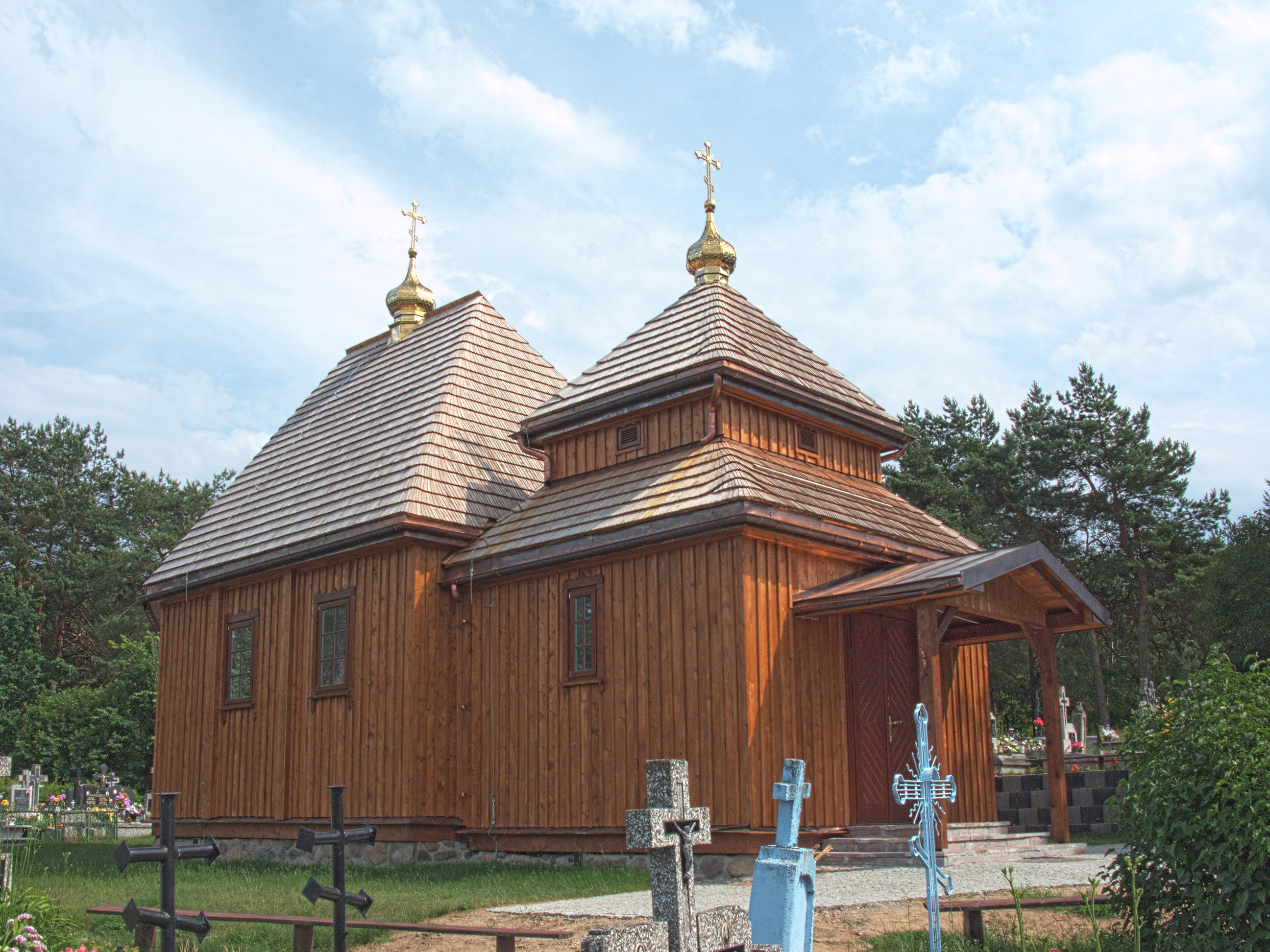
Cerkiew cmentarna Świętych Piotra i Pawła

| SIMC    | Nazwa  | Rodzaj  |
| ------- | ------ | ------- |
| 0035406 | Osinki | kolonia |

## Zabytki
- drewniana cerkiew cmentarna greckokatolicka., obecnie prawosławna pod wezwaniem Świętych Piotra i Pawła, k. XVII,XVIII, nr rej.:A-109 z 8.08.1972
- cmentarz greckokatolicki., obecnie prawosławny, z przełomu XVII i XVIII wieku[15], nr rej.:A-109 z 8.08.1972
- kamienne ogrodzenie cmentarza, nr rej.:A-109 z 8.08.1972[16].